# Un appello alla ragione
Un appello alla ragione (titolo originale tedesco: Ein Appell an die Vernunft) è un saggio politico dello scrittore tedesco Thomas Mann, trascrizione di un discorso tenuto dallo stesso Mann il 17 ottobre 1930 a Berlino, e pubblicato nel 1930.

## Storia editoriale

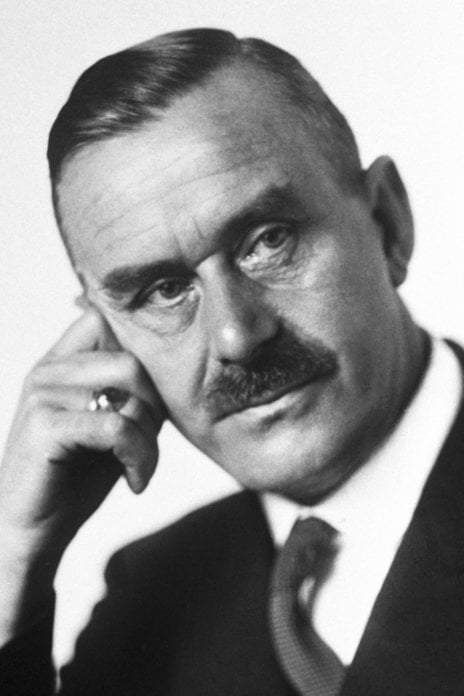
Thomas Mann (foto del 1929)

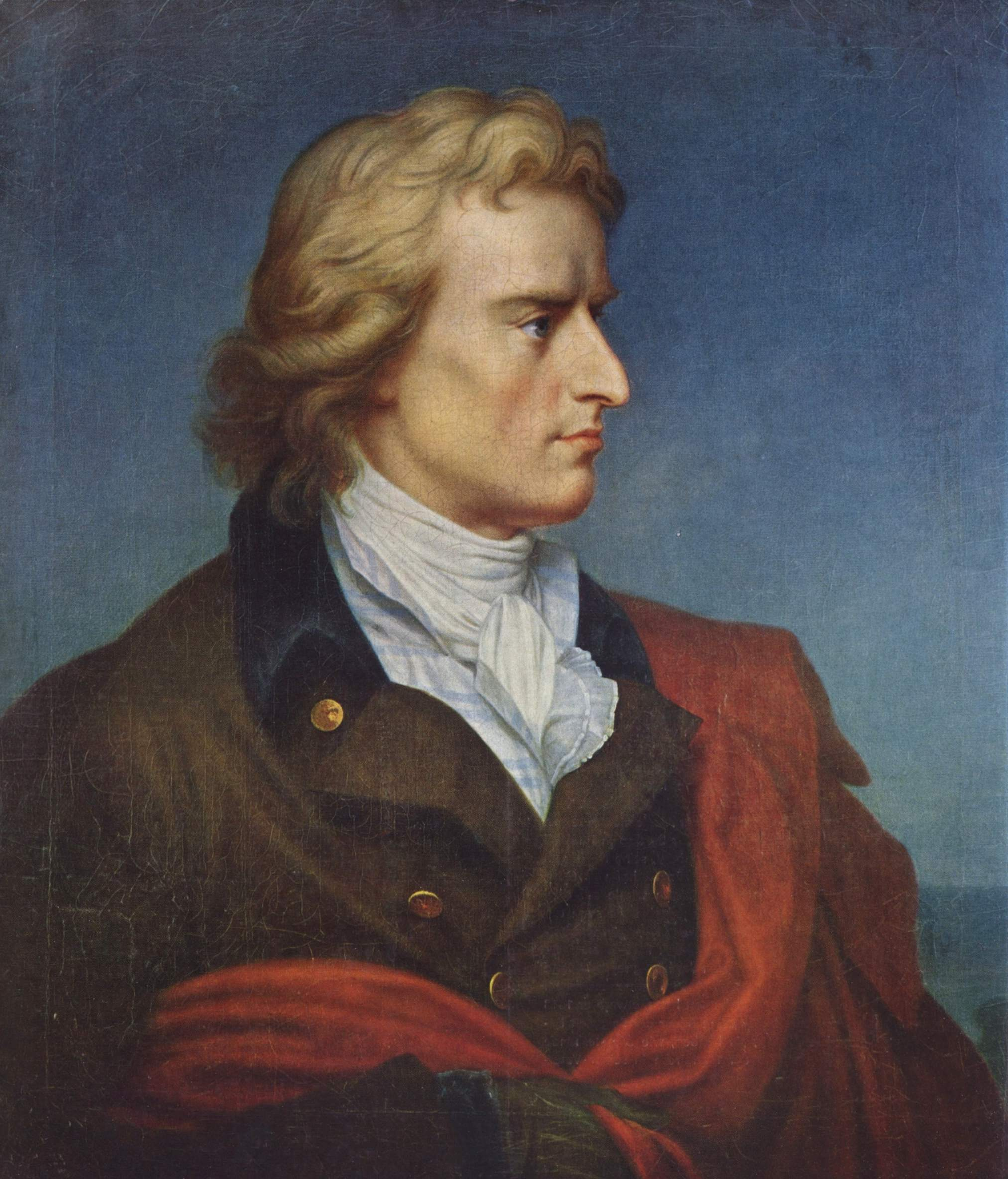
Friedrich Schiller

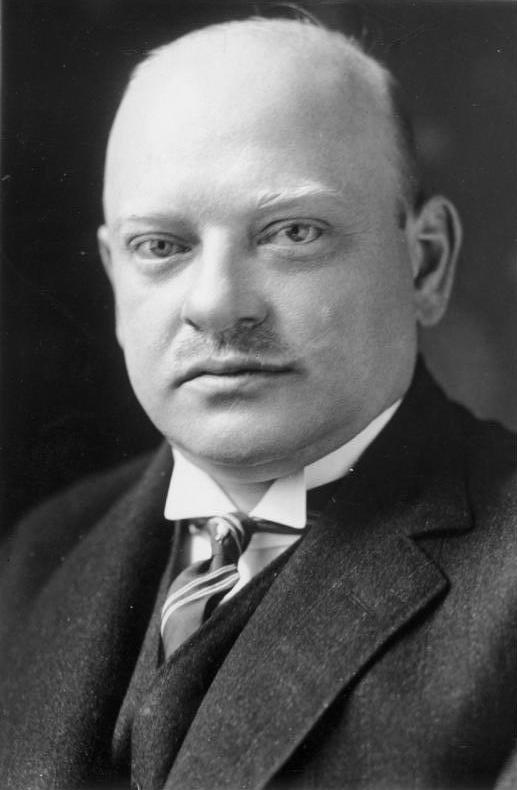
Gustav Stresemann (foto del 1925)

Un appello alla ragione è il testo di un discorso tenuto da Thomas Mann a Berlino il 17 ottobre 1930, nella stessa sala Beethoven dove otto anni prima, il 15 ottobre 1922, Mann aveva tenuto il discorso Della repubblica tedesca col quale abbandonava le tesi antidemocratiche delle Considerazioni di un impolitico e aderiva al tentativo repubblicano della nuova Germania weimariana.  Tre giorni prima, il 14 settembre 1930, si erano svolte in Germania delle consultazioni politiche che avevano visto un aumento dei consensi del Partito nazista. Questi risultati spinsero lo scrittore a denunciare il pericolo nazista, a mettere in guardia i tedeschi dalla minaccia che avrebbe investito non soltanto la Germania, ma la pace mondiale, e a fare appello alla tradizione democratico-umanistica tedesca in difesa della democrazia e della civiltà. Il discorso fu disturbato da una ventina di militanti nazisti guidati da Arnolt Bronnen le minacce dei quali, terminata la conferenza, suggerirono a Thomas Mann di rifugiarsi nella vicina sala da concerto "Alte Philharmonie" da dove fu portato poi in salvo dal direttore d'orchestra Bruno Walter.
Il testo fu diffuso in un opuscolo a sé edito dalla S. Fischer Verlag di Berlino nel novembre 1930. Apparve poi, unito ad altri saggi polemici, nella silloge in lingua francese presentata da André Gide col titolo Avertissement à l’Europe; fu quindi pubblicata in Svizzera, dopo l'avvento di Hitler alla cancelleria, nella silloge in lingua tedesca intitolata Achtung, Europa! edita dalla Bermann Fischer Verlag di Stoccolma nel 1938. Non fu possibile pubblicarlo in Italia durante il regime fascista, nonostante i tentativi della Mazzucchetti, per cui apparve in lingua italiana, nella traduzione di Cristina Baseggio, soltanto nel 1947 nella silloge Moniti all'Europa pubblicata a cura di Lavinia Mazzucchetti.

## Contenuto
Occasione del discorso è l'invito rivolto a Thomas Mann dalla Verband Deutscher Erzähler (Associazione dei Narratori Tedeschi) a leggere pagine del nuovo romanzo a cui sta lavorando. Mann ritiene però che, nelle circostanze che si sono create in Germania, non sia né conveniente né lecito limitarsi a «leggere un capitolo di romanzo e tornarsene poi a casa». Mann dichiara di non voler assumere la parte del praeceptor patriae e spacciarsi per un nuovo Fichte; pur non essendo fautore né dell'attivismo sociale, non lo è in questo momento storico neanche dell'idealismo estetico schilleriano, poiché ci sono momenti della vita collettiva in cui l'artista non può rinchiudersi nel suo «impulso interiore all'arte».
Mann rivendica la sua appartenenza alla borghesia tedesca, di cui non ha mai rinnegato i valori, e la sua fiducia morale nella Germania. L'esito delle recenti elezioni politiche, con la vistosa avanzata del partito nazista, non può essere spiegato soltanto dai problemi economici conseguenti all'iniquità del trattato di Versailles, ma dal sovrapporsi di una concomitante crisi spirituale: «il sentimento di una svolta storica, che annunciava la fine dell’epoca borghese, datante dalla Rivoluzione francese, e del suo mondo ideologico [...] e trovava la sua manifestazione artistica nel grido espressionistico dell’anima, la sua espressione filosofica nell’allontanamento dalla fede razionalistica [...] come un regresso irrazionalistico, che poneva il concetto della vita al centro del pensiero, che esaltava le forze dell’incoscio». Il nazionalsocialismo è differente dal nazionalismo cosmopolita e umanitario del XIX secolo «per il suo carattere sfrenato, per il suo culto orgiastico della natura» a cui consegue «una politica di stile grottesco, con maniere da esercito della Salvezza, con convulsioni di masse, con scampanellii da fiera, alleluia e monotona ripetizione di parole d’ordine alla maniera dei Dervisci». Lo spauracchio della borghesia tedesca è il vocabolo «marxista». Ma per Mann in Germania non esiste contrasto più acuto e più profondo di quello fra la socialdemocrazia tedesca e il marxismo ortodosso d’impronta moscovita comunista, e bene fece il ministro degli esteri Stresemann, il cui principale obiettivo politico era la revisione pacifica del patto di Versailles, ad appoggiarsi all'SPD. Mann conclude che «oggi il posto politico della borghesia tedesca è al fianco della socialdemocrazia» e che solo una politica estera che miri alla pace può garantire in Germania «un’atmosfera, in cui certe esigenze borghesi di felicità, quali la libertà, la spiritualità, la cultura, posseggono ancora una possibilità di vita. Ogni altra atmosfera comporterebbe una ascesi e un irrigidimento nazionale, che significherebbero il più terribile dissidio tra patria e cultura, quindi la sventura di noi tutti.»

## Critica
Le proteste dei nazisti presenti alla conferenza di Mann furono numerose e vistose, ma non tali da determinarne l'interruzione a causa dei costanti applausi del pubblico, composto in maggioranza da liberali e socialdemocratici. Ci fu un trambusto al termine della conferenza determinato dall'intervento della forza pubblica e ciò diede visibilità ai nazionalsocialisti. Il quotidiano nazista Völkischer Beobachter affermò che la conferenza di Thomas Mann era stato un episodio di propaganda marxista.  Klaus Harpprecht, nella sua biografia di Thomas Mann, affermò che l'intervento pubblico di Mann colpì il pubblico presente per la chiarezza dell'esposizione, ma che le reazioni dei partiti politici antinazisti furono inadeguate soprattutto per i vincoli ideologici dei socialdemocratici. Anche Hermann Kurzke, un altro biografo di Thomas Mann, ha elogiato il discorso, sottolineando la chiarezza e il coraggio dell'autore, il quale non è ricorso alla retorica come in Considerazioni di un impolitico, ma analizza la situazione con freddezza e intelligenza, non esitando a dare consigli pratici. Qui Thomas Mann non è più l'artista che riduce la politico all'estetica, ma un pensatore politico che separa la sfera politica da quella estetica. Anche per Giorgio Napolitano la condizione reale della Germania e dei Tedeschi nell'ottobre 1930 è tracciato «con assoluta crudezza». Mann è colpito dal balzo in avanti compiuto dal partito nazionalsocialista e dalla gravissima crisi economica che ha investito la Germania, e da qui l'appello alla ragione di fronte a chi fa leva sulla forza del fanatismo. Per Napolitano, «in Un appello alla ragione è contenuta la più profonda riflessione sulle radici ideologiche del nazionalsocialismo, delle sue "correnti spirituali e pseudospirituali" che segnano una paurosa regressione nella storia tedesca.»

### Edizioni
- (DE) Thomas Mann, Deutsche Ansprache von Thomas Mann. Ein Appell an die Vernunft, Rede gehalten am 17 Oktober 1930 im Berliner Beethovensaal, Berlin, S. Fischer Verlag, 1930.
- (FR) Thomas Mann, Avertissement à l’Europe, traduzione di Rainer Biemel, Préface d'André Gide, Paris, Gallimard, 1937,  p. 60.
- (DE) Thomas Mann, Achtung, Europa! Aufsätze zur Zeit, Stockholm, Bermann-Fischer, 1938,  p. 191.
- (DE) Ein Appell an die Vernunft, in Essays III, Frankfurt am Main, S. Fischer Verlag, 1994,  pp. 259-279, ISBN 978-35-96-10901-2.
- Lavinia Mazzucchetti (a cura di), Un appello alla ragione, in Moniti all'Europa, traduzione di Cristina Baseggio, Milano, Mondadori, 1947.
- Lavinia Mazzucchetti (a cura di), Un appello alla ragione, in Moniti all'Europa, traduzione di Cristina Baseggio, Introduzione di Giorgio Napolitano, Milano, Mondadori, 2017, ISBN 978-88-04-68173-1.

### Fonti critiche
- Cristina Baseggio, Saggi politici di Thomas Mann, in Dizionario Bompiani delle opere e dei personaggi di tutti i tempi e di tutte le letterature, VIII, Milano, RCS Libri, 2005,  pp. 8539-8541, ISSN 1825-78870 (WC · ACNP).
- (DE) Manfred Görtemaker, Thomas Mann und die Politik, Frankfurt am Main, S. Fischer, 2005, ISBN 3-10-028710-X.
- Giorgio Napolitano, Introduzione, in Moniti all'Europa, Milano, Mondadori, 2017, ISBN 978-88-04-68173-1.
- (DE) Klaus Harpprecht, Thomas Mann, Eine Biographie, Reinbek, Rowohlt, 1995, ISBN 3-498-02873-1.
- (DE) Ernst Fischer, Der "Schutzverband deutscher Schriftsteller". 1909–1933, in Archiv für Geschichte des Buchwesens (AGB), vol. 21, Frankfurt am Main, Buchhändler-Vereinigung, 1980,  pp. 1-333, ISBN 3-7657-0948-4.
- Hermann Kurzke, Politische Essayistik, in Helmut Koopmann (a cura di), Thomas-Mann-Handbuch, 3ª ed., Regensburg, Alfred Kroener GmbH, 2001, ISBN 3520828030.